# Diederik Jansz Graeff
Diederik Jansz Graeff, ook Dirk Jansz Graeff (Amsterdam 1532 - Amsterdam, begraven 25 juli 1589) was een reder, koopman en politicus. In 1578, na de Alteratie in Amsterdam, werd hij tot burgemeester gekozen. Het geslacht De Graeff behoorde tot de weinige families van patriciërs, die én vóór én ná de Alteratie in het stadsbestuur zaten. Tussen 1584 en 1585 was hij met 140.000 gulden de hoogst aangeslagen inwoner van Amsterdam.

## Leven en werk

### Jeugd en familie
Graeff werd in pand 'de Keyser' aan het Damrak, waar later de 'Keizerskroon' uithing , geboren. Zijn vader Jan Pietersz Graeff was een Amsterdamse regent en een van de rijkste handelaars in de stad, die ook in Antwerpen handel dreef. Zijn moeder was Stein Braseman. Diederik Graeff had samen met zijn oudere broer Lenaert Jansz de Graeff een ijzerhandel in dit huis, dat nog eeuwenlang in bezit van zijn nageslacht was.
In 1557 hij huwde met Agniet Pietersdr van Neck († 1576), het echtpaar kreeg vijf levensvatbare kinderen, een dochter en vier zonen:
- Weyntje Dircksz (de) Graeff; zij was gehuwd met Jacob Andries Boelenzn, zoon van Andries Boelen Corneliszn
- Jan Dircksz Graeff († 1627); hij overleed ongehuwd op het buitenplaats "Vredenhof" bij Voorschoten
- Jacob Dircksz de Graeff (1570-1638); hij huwde met Aeltje Boelens († 1620), dochter van Andries Boelen Corneliszn
- Pieter Dircksz Graeff (1573-1645); hij bleef ongehuwd
- Cornelis Dircksz Graeff; hij was schepen van Dorp (?) en huwde met N.N. Vercroft (van Crocht).[bron?]

### Graeff en de politiek en handel

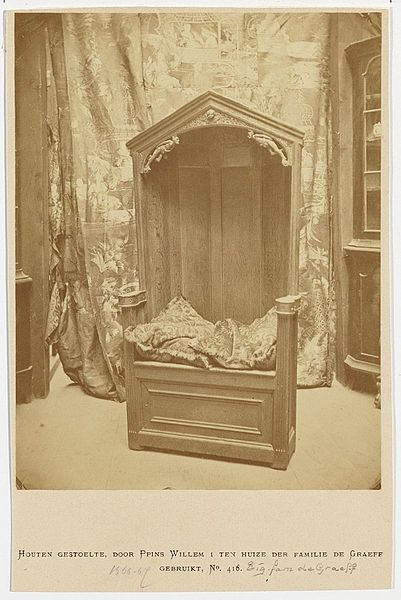
Volgens de overlevering maakte Willem van Oranje bij zijn bezoek aan de Amsterdamse burgemeester Dirck Jansz de Graeff in 1580 gebruik van deze armstoel. (Rijksmuseum Amsterdam)

Graeff behoorde samen met zijn broers Lenaert en Jacob tot de "70 aanzienlijke en vermogende Amsterdammers". Deze groep schreef in 1564 aan de landvoogdes Margaretha van Parma een beklag over de misbruiken in de samenstelling en het bestuur van de regering en de rechtspraak van Amsterdam. In 1567 was Graeff een van de tegenstanders van het voornemen om Charles de Brimeu, graaf van Megen, samen met zijn troepen in de stad te laten. De broers Diederik en Lenaert steunden, samen met een groot deel van de burgerij, de benoeming van Hendrik van Brederode tot kapitein-generaal van Amsterdam.
Hij onderhield ook vriendschap met Willem van Oranje, de prins heeft hem ook in zijn huis in Amsterdam bezocht. Op zijn bezoek heeft hij met Graeff de belangen van stad en land vertrouwelijk besproken.
In 1568 behoorde Graeff tot de gereformeerden, die bij de komst van de hertog van Alva naar Emden waren gevlucht. Zijn biografie in de Digitale bibliotheek voor de Nederlandse letteren vermeldt over zijn ballingschap: Reeds in December van hetzelfde jaar 1576 is hij wederom te Utrecht, waar hij met Pieter Bicker, in de plaats van Hendrik van Comhuyzen, een commissie krijgt van wege de Generale Staten, om een lening te sluiten tot een som van 600.000 gulden in de Nederlanden, in Oostland, Hamburg en Bremen. In 1578 keerden hij en zijn familie naar Amsterdam terug en werd hij, ook op de wens van zijn vriend Willem van Oranje, in 1578 tot Burgemeester aangesteld. Twee dagen na de Alteratie in Amsterdam werd hij samen met Adriaen Pauw tot burgemeester gekozen. Deze laatste stierf vier maanden later.
Graeff was een reder en betrokken bij de vaart van meer dan 100 schepen. Hij was vooral actief in de zouthandel op Portugal en was in 1584 met 140.000 gulden de hoogst aangeslagen inwoner van Amsterdam. Hij bezat land in de buurt van Voorschoten en de buitenplaats 'Vredenhof', met in totaal elf kamers, inclusief vier dienstvertrekken. Deze buitenplaats werd Spanjaarden grotendeels verwoest. Graeffs zoon Jan Dirksz voltooide de herbouw. Sinds 1588 was Diederik Jansz Graeff ook in bezit van grond aan Herengracht dat hij als schadevergoeding voor zijn door de Spanjaarden onteigende grond in zijn bezit kreeg.

### Laatste jaren

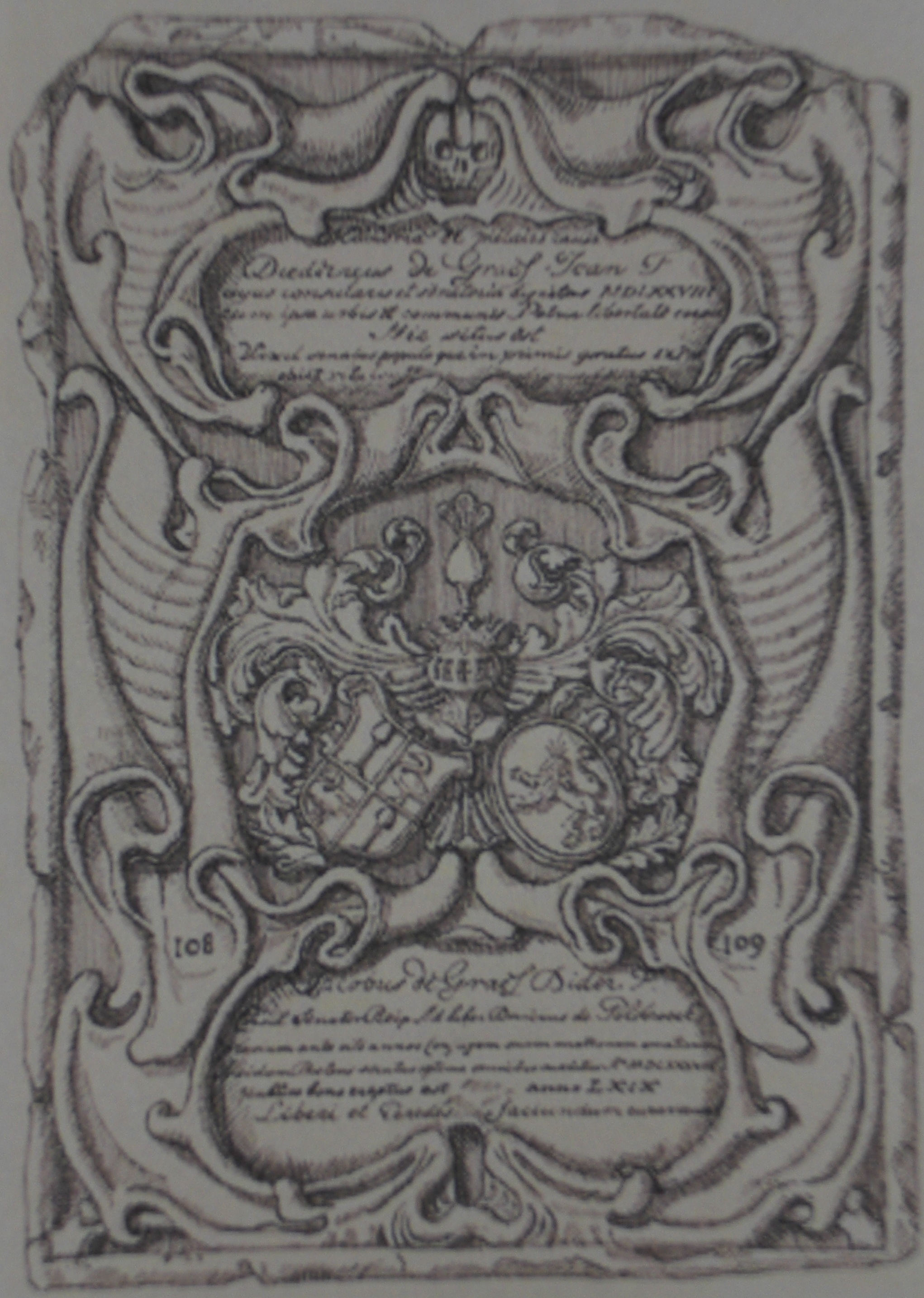
Grafzerk van Diederik Jansz Graeff in het Amsterdamse Oude kerk

In 1584 trouwde hij met Teuwt Jansdr Cat, dochter van de Amsterdamse burgemeester Jan Claes Cat. Uit dit huwelijk werden geen kinderen geboren.
Graeff stierf op 25 juli 1589 in het 'Huis de Keyser' aan het Damrak. Zijn grafkapel bevindt zich in de Oude kerk te Amsterdam, in het Sint Cornelis-koor, het familiegraf van het geslacht De Graeff.
Joost van den Vondel huldigde de Amsterdamse regentenpatriciaatsgeslachten Bicker, De Graeff, Boelens Loen en Witsen in zijn boekje Afbeeldingen der stamheeren en zommige telgen van de Graven, Boelensen, Bickeren en Witsens, toegewyt den edelen en gestrengen Heere Andries de Graeff, enz. met hunne portretten. Dit boek bevat onder meer het volgende vers, getiteld Op den edelen en grootachtbaeren Heer Diedrick Jansz. Graeff,
Burgermeester en Raet van Amsterdam.:

PACATAMQVE REGIT PATRIIS VIRTVTIBVS URBEM.
Den vroomen Diedrick, die, op zyner oudren stappen,'s Lants rust beminde, viel de storm des krijghs te bang. Hy berghde zich aen d'Eems, in droeve ballingschappen, En raeckte aen 't roer, zoo dra de vryheit raeckte in zwang. De weezen dancken hem, als hunnen tweeden vader, Die, ampteloos gezint te leven, d'eer versmaet Van Burgermeesterschap: doch zijn verzoeck wort spader Bezegelt dan hy 't wenscht, op 't raethuis by den Raet. Men vintze zelden die hun heerlyckheit verminderen. Godt zegent zulck een daet in kindren en kints kinderen.

- Biografisch Portaal: 51648983
- Gemeinsame Normdatei: 1025959264
- Virtual International Authority File: 263841769
- WorldCat: E39PBJbGQpXPr7PFrh38xCWCcP